# Ram it Down
Ram it Down is het elfde studioalbum van de Britse heavymetalband Judas Priest, opgenomen in Kopenhagen (Denemarken) en uitgebracht in 1988. Na het nogal teleurstellende Turbo besloot Judas Priest weer een pure heavymetalplaat op te nemen. Dit is goed te merken in zowel de muziek als de teksten. Gitaarsynthesizers zijn nergens meer te bekennen (met uitzondering van het nummer 'Blood Red Skies'). Toch waren de fans ook niet blij met dit album. Ze vonden het een wanhopige poging van Judas Priest om op de thrashmetalbands van die tijd te lijken. De enige single die van dit album kwam, was de cover 'Johnny B. Goode', die oorspronkelijk van Chuck Berry is. Tegenwoordig wordt haast geen enkel nummer van dit album live gespeeld, behalve 'I'm A Rocker en Blood Red Skies'.

## Tracklist
1. "Ram It Down" – 4:48
2. "Heavy Metal" – 5:58
3. "Love Zone" – 3:58
4. "Come And Get It" – 4:07
5. "Hard As Iron" – 4:09
6. "Blood Red Skies" – 7:50
7. "I'm A Rocker" – 3:58
8. "Johnny B. Goode" – 4:39 (single)
9. "Love You To Death" – 4:36
10. "Monsters Of Rock" – 5:30

### Bonustracks 2001
1. "Night Comes Down" (Live bonustrack) – 4:33
2. "Bloodstone" (Live bonustrack) – 4:05